# Kriegsrat

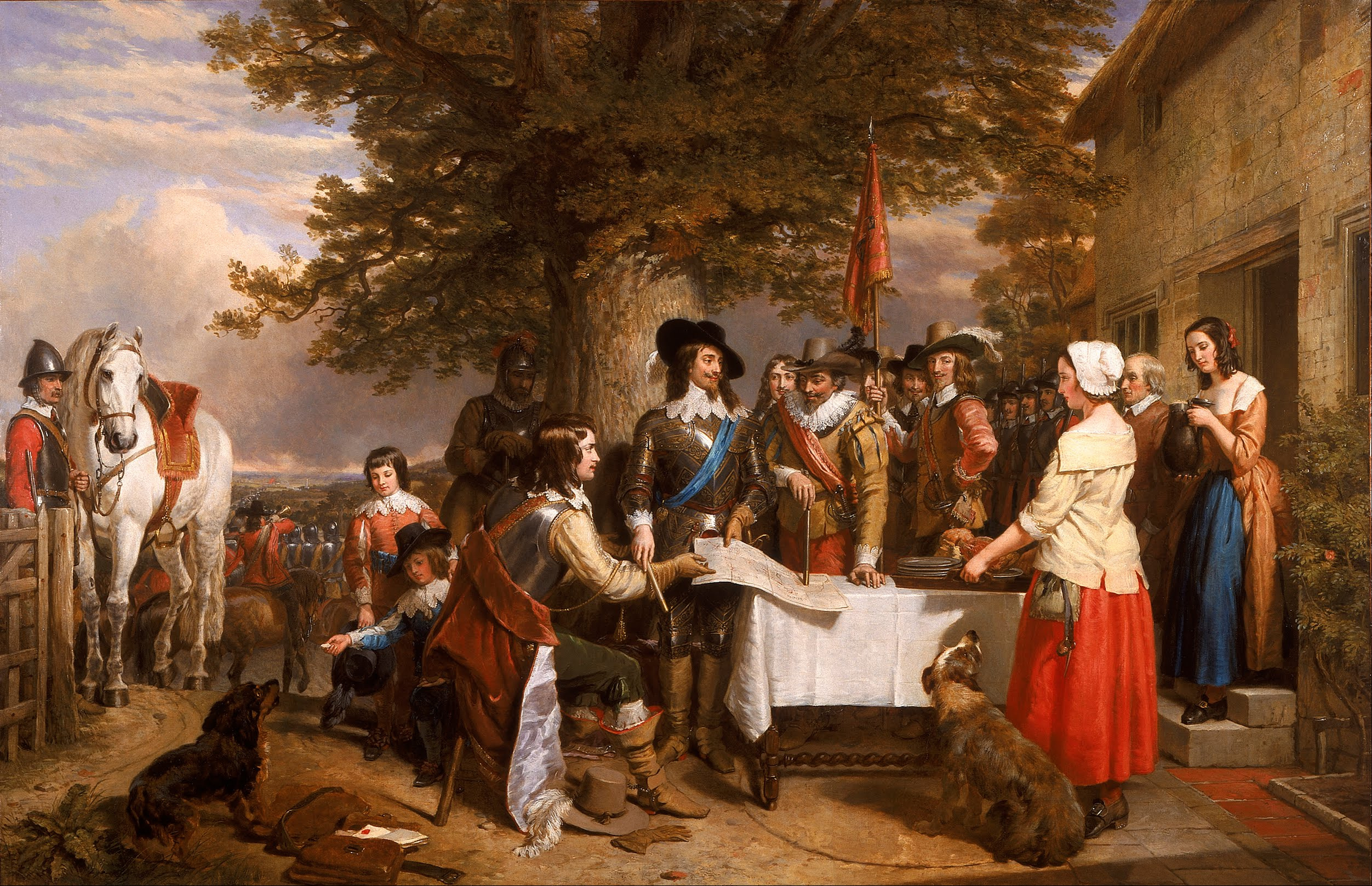
König Charles I. bei einem Kriegsrat vor der Schlacht bei Edgehill am 22. Oktober 1642; Gemälde von Charles Landseer, 1845

Als Kriegsrat bezeichnet man eine Versammlung von höheren militärischen Befehlshabern, welche in der Regel von einem Oberkommandierenden einberufen wird. Sie dient ihm, um über den moralischen und physischen Zustand seiner Truppen unterrichtet zu werden, und um die Ansicht der unteren Befehlshaber zur augenblicklichen militärischen Lage zu erfahren. Oft diente die Einberufung eines Kriegsrates der Verteilung der Verantwortlichkeit für den danach gefassten Entschluss auf alle anwesenden Offiziere.
Später bezeichnete der Begriff einen höheren Beamten in den Kriegsministerien (Geheimer Kriegsrat, Wirklicher Geheimer Kriegsrat).
Umgangssprachlich wird auch eine Krisensitzung nichtmilitärischer Kreise als Kriegsrat bezeichnet.

## Habsburgische Länder
Während der Habsburgermonarchie existierte zwischen 1556 und 1848 eine Hofkriegsrat genannte Militärverwaltungsbehörde.

## Frankreich
In Frankreich bestand ein Oberkriegsrat (conseil supérieur de guerre), dem der Kriegsminister vorstand und dem eine Anzahl von Divisionsgeneralen angehörten. Im Kriegsfall erhielten seine Mitglieder den Oberbefehl über die Armeen.

## Sowjetunion
In der Roten Armee bezeichnete Военный Совет, meist als Militärrat übersetzt, ein kollegiales militärisches Führungsorgan von Verbänden. In den typischerweise von Generalleutnants oder Generalobersten geführten Armeen bestand der Militärrat neben dem Armeebefehlshaber aus zwei weiteren Generälen, typisch im Range eines Generalmajors. Der Revolutionäre Kriegsrat war bis 1934 das höchste Kollegialorgan zur Verwaltung und Aufsicht der Roten Armee.

## Titel
In Brandenburg-Preußen war vom späten 17. bis ins frühe 19. Jahrhundert der Kriegsrat ein Militärbeamter, der in einem bestimmten Territorium die Verantwortung für die Aufbringung finanzieller Mittel zum Unterhalt der Armee in Kriegs- und Friedenszeiten trug. Er trieb Steuern ein und verwaltete die königlichen Domänen, hatte aber keine militärische Befehlsgewalt.

## Beispiele
- Kriegsrat vom 23. Juli 1866 während des Deutschen Kriegs.[3]
- Kriegsrat vom 8. Dezember 1912.